# Веритас
Веритас је име дато римској врлини истинитости, која се сматрала једном од главних врлина које сваки добар Римљанин треба да поседује. Грчка богиња истине је Алетеја (старогрчки: Ἀλήθεια). Немачки филозоф Мартин Хајдегер тврди да је истина представљена алетејом (што у суштини значи „нескривање“) другачија од оне коју представља веритас, која је повезана са римским схватањем исправности и коначно са Ничеовим осећајем за правду и вољом за моћ. 
У римској митологији Веритас, што значи истина, је Богиња истине, ћерка Сатурна (Грци су га звали Хрон, Титан времена, можда првом по Плутарху), и мајка Виртуса. Такође се понекад сматра ћерком Јупитера (Грци га називају Зевсом),  или Прометејевом креацијом.   Кажу да се неухватљива богиња сакривена на дну светог бунара.  Она је приказана и као девица обучена у бело и као "гола истина" (nuda veritas) која држи огледало.   
У западној култури ова реч такође може послужити као мото.

## Мотои
Ова латинска реч „veritas“ сада се појављује у мотоима многих колеџа, универзитета и других различитих организација. Обично се пише великим словима у мотоима (као „Veritas“) за идеал (као што су: Истина, Доброта и Лепота). Веритас је мото Универзитета Харвард, Хатчесонове гимназије, Универзитета Западног Онтарија, Универзитета Дрејк, Колеџа Нокс (Илиноис), Универзитета Билкент, Правног колеџа Калифорнијског универзитета - Хастингс, као и Доминиканског реда Римокатоличке цркве и Провиденс колеџа и Молој колеџа које воде доминиканци. „Веритас“ је и мото колеџа Лојола, Ибадан у Нигерији. Мото Универзитета Индонезије је Veritas, Probitas, Iustitia ("Истина, поштење, правда"), мото Универзитета у обала Кејп у Гани је Veritas Nobis Lumen ("Истина је светлост за нас"), мото Универзитета у Мичигену је Artes, Scientia, Veritas ("Уметност, наука, истина"). У Универзитету Дошиша у Кјоту, јапански мото је Vēritās līberābit vōs ("Истина ће те ослободити"). 
Колдвел колеџ у Колдвелу, Њу Џерси сваке године издаје „Веритас награду“ у част сестара доминикансог реда које су основале и управљају колеџом. „Veritas“ је укључен у мото Универзитета Индијана и Универзитета Јејл, Lux et Veritas („Светлост и истина“). Такође се појављује на моту Калифорнијског државног универзитета Vox Veritas Vita („Говори истину као начин живота“). Veritas Curat („Истином лечи“) је мото Џавахарлал института за постдипломско медицинско образовање и истраживање, медицинске школе у Пондишерију, Индија. Универзитет Хауард у Вашингтону, ДЦ, носи мото Veritas et Utilitas ("Истина и корисност"). Такође постоји у логотипу Националног универзитета у Сеулу, Кореја: Veritas Lux Mea – што значи „Истина је моје светло“. Универзитет Виланова у Пенсилванији такође користи Веритас у свом школском моту, Veritas, Unitas, Caritas („Истина, јединство, љубав“). Универзитет Упсала у Шведској такође користи Веритас у свом школском моту, Gratiae veritas naturae ("Благодат је истина природе").
Америчка комуникацијска компанија Веризон има своје име на основу комбинације речи веритас и хоризонт - изабран од 8.500 кандидата са 300 долара милиона потрошено на маркетинг новог бренда.  